# Here for You
A Here for You (magyarul: Itt vagyok neked) a szlovén Maraaya dala, mellyel Szlovéniát képviselték a 2015-ös Eurovíziós Dalfesztiválon, Bécsben. A dal a 2015. február 28-án rendezett nemzeti döntőben, az EMA-n nyerte el az indulás jogát, ahol a nézői szavazatok alakították ki a végeredményt.

## Eurovíziós Dalfesztivál
A dalt az Eurovíziós Dalfesztiválon először a május 21-i második elődöntőben adták elő, fellépési sorrendben tizenhatodikként a Ciprust képviselő John Karayannis One Thing I Should Have Done című dala után és a Lengyelországot képviselő Monika Kuszyńska In the Name of Love című dala előtt. Az elődöntőből az ötödik helyen jutottak tovább a május 23-i döntőbe, ahol fellépési sorrendben elsőként léptek fel a Franciaországot képviselő Lisa Angell N’oubliez pas című dala előtt. A pontozás során a tizennegyedik helyen végeztek 39 ponttal.
A következő szlovén induló ManuElla Blue and Red című dala volt a 2016-os Eurovíziós Dalfesztiválon.